# Jean Sibelius
Jean Sibelius (Hämeenlinna, 8. prosinca 1865. – Järvenpää, 20. rujna 1957.), finski skladatelj. 
S 14 godina počeo je učiti pjevanje, a studirao je teoriju, kompoziciju i violinu. U početku su najjače poticaje njegovu stvaranju dale legende iz narodnog epa "Kalevala", no nikada nije unosio u svoja djela narodnu melodiju ni ritmiku. Nakon mnogih putovanja po Europi, djela su mu više internacionalna, po stilu klasicistička. Posljednji javni nastup imao je 1924. godine, na njemu je dirigirao svoje remek-djelo "Sedmu simfoniju". 